# Ligne 37A du tramway de Budapest
Pour les articles homonymes, voir Ligne 37A.
La ligne 37A du tramway de Budapest (en hongrois : budapesti 37A jelzésű villamosvonal) circule entre Blaha Lujza tér et Sörgyár.

## Tracé et stations

### Liste des stations
|  |   |  | Station                             | Correspondances                                             | Arrondissement   | Quartier               | Desserte                                                                             |
|  | - |  | ----------------------------------- | ----------------------------------------------------------- | ---------------- | ---------------------- | ------------------------------------------------------------------------------------ |
|  | o |  | Blaha Lujza tér M                   | 4 6 28 28A 37 62 74 5 7 7E 8E 99 108E 110 112 133E 178 217E | 8e arr.          | Csarnok / Népszínház   | Blaha Lujza tér, Népszínház utca, Chapelle Saint-Roch, Palace Hôtel, Palais New York |
|  | o |  | II. János Pál pápa tér M            | 28 28A 37 62 217E 99                                        | 8e arr.          | Csarnok / Népszínház   | II. János Pál pápa tér, Théâtre Erkel, Synagogue de Nagy Fuvaros utca                |
|  | • |  | Teleki László tér                   | 28 28A 37 62 99                                             | 8e arr.          | Magdolna               | Teleki László tér, Mátyás tér, Halles de Teleki tér, Synagogue de Teleki tér         |
|  | o |  | Magdolna utca                       | 24 24G 28 28A 37 62                                         | 8e arr.          | Kerepesdűlő / Magdolna |                                                                                      |
|  | • |  | Salgótarjáni utca, temető           | 37                                                          | 8e arr.          | Kerepesdűlő            | Cimetière juif de Salgótarjáni út                                                    |
|  | • |  | Asztalos Sándor út                  | 37                                                          | 8e arr.          | Százados               |                                                                                      |
|  | o |  | Hidegkuti Nándor Stadion            | 1 37                                                        | 8e arr. 10e arr. | Százados / Laposdűlő   | Stade Nándor Hidegkuti                                                               |
|  | • |  | Kőbányai garázs                     | 37                                                          | 10e arr.         | Laposdűlő              |                                                                                      |
|  | • |  | Pongrácz úti lakótelep              | 37 95 195                                                   | 10e arr.         | Laposdűlő              |                                                                                      |
|  | • |  | Őrház                               | 37                                                          | 10e arr.         | Ligettelek             |                                                                                      |
|  | • |  | Halom utca                          | 37                                                          | 10e arr.         | Ligettelek             |                                                                                      |
|  | o |  | Kőbánya felső vasútállomás Gare MÁV | 37 10 100 142                                               | 10e arr.         | Ligettelek             |                                                                                      |
|  | o |  | Élessarok                           | 3 28 28A 37 62 62A 85 161 161A 162 162A 168E 262            | 10e arr.         | Ligettelek / Óhegy     |                                                                                      |
|  | • |  | Sörgyár                             | 28 28A 37 161 161A 162 168E 262                             | 10e arr.         | Óhegy                  | Brasserie Dreher                                                                     |